# Гольц, Георгий Павлович
Георгий Павлович Гольц (22 февраля [6 марта] 1893, Москва или Болшево — 27 мая 1946, Москва) — советский архитектор и театральный художник. Лауреат Сталинской премии второй степени (1941). Российский немец.

## Биография
Г. П. Гольц родился 22 февраля (6 марта) 1893 года в Москве в семье механика Болшевской мануфактуры. Окончил 9-ю московскую гимназию имени Медведниковых, брал уроки живописи у П. И. Келина. В 1913 году поступил на живописное отделение Московского училища живописи, ваяния и зодчества, но в 1914 году перешёл на архитектурное отделение. Учился в московском ВХУТЕМАСе в 1919—1922 годы (с перерывом: в 1920—1921 годах служил в Красной Армии).
После окончания обучения защитил диплом «Сад-город в Останкино»; вскоре совершил поездку в Италию (1924). Провёл там семь месяцев и вернулся в 1925 году. Подчиняясь времени стал работать в стиле конструктивизм. Совместно с М. П. Парусниковым и И. Н. Соболевым спроектировал ряд общественных и промышленных зданий.
Постройка комплекса Изокомбината «Всекохудожник» на Часовой улице в Москве в 1930-х годах принесла Гольцу большую известность.
Член Московского архитектурного общества (МАО) (1926).
С 1934 года преподаватель и руководитель кафедры проектирования Института аспирантуры Академии архитектуры СССР.
С 1935 года руководитель мастерской Моссовета.
Действительный член Академии архитектуры СССР (1939).
С 1943 года разрабатывал проекты восстановления разрушенных войной городов, с 5 октября 1944 года руководил НИИ художественно-декоративных изделий и оборудования зданий Академии архитектуры СССР.
Как театральный художник оформлял спектакли в Московском театре для детей и театрах Белоруссии.
Погиб в автокатастрофе 27 мая 1946 года.
Похоронен в Москве на Новодевичьем кладбище (участок № 2).

## Семья
- Сестра — Екатерина Павловна Гольц (1892—1944), врач-физиолог. Репрессирована — арестована за «контрреволюционную агитацию и антисоветские связи» 23 апреля 1939. Приговорена к восьми годам лагерей. Скончалась по пути из лагеря. Реабилитирована 6 февраля 1990 года.
- Жена — Галина Николаевна Гольц (урождённая Щеглова), до рождения дочери была танцовщицей в школе-студии И. С. Чернецкой. Её сестра Наталья Антокольская (1921—1981) — художница, была замужем за поэтом Павлом Антокольским[8].
  - Дочь — Ника Георгиевна Гольц (1925—2012), художница, оформитель детских книг.

## Театральные работы
В Московском театре для детей
- 1924 — «Находка» Е. Я. Тараховской
- 1925 — «Робин Гуд» С. С. Заяицкого
- 1927 — «Негритёнок и обезьяна» Н. И. Сац и С. Г. Розанова
- 1929 — «Аул Гидже» Н. Я. Шестакова

В Театре имени Евг. Вахтангова
- 1946 — «Электра» Софокла.

## Награды и премии
- Сталинская премия второй степени (1941) — за архитектурные проекты жилого дома по Большой Калужской улице в Москве (1940).[9]

## Проекты и постройки

### Москва
- Гараж Совнаркома в Каретном Ряду (конец 1920-х годов)
- Фабрика прядильная в Ивантеевке (1929, соавторы: Парусников М. П., Соболев И. Н.)
- Дворец культуры Пролетарского района (1930, соавторы: Парусников М. П., Соболев И. Н., конкурс)
- Диорама в ЦПКиО им. Горького (1932, соавторы: Парусников М. П., Соболев И. Н.)
- Дворец Советов (1932, соавторы: Парусников М. П., Соболев И. Н., всесоюзный конкурс)
- Изогородок «Всекохудожника» (1933—1938)
- Театр ВЦСПС (1933)
- Театр Мейерхольда (1933, соавторы: Парусников М. П., Соболев И. Н.)
- Станция метрополитена «Мясницкие ворота» (1934; конкурс)
- Оперный театр им. Станиславского (1934, реконструкция)
- Дом жилой на Раушской наб. (1936);
- Большой Устьинский мост (1936—1938, инж. Вахуркин В. М.)
- Дом жилой на Можайском шоссе (1937)
- Шлюз на Яузе (1937—1939)
- Павильон Москвы и Московской области на ВСХВ (1937; конкурс)
- Второй дом СНК в Зарядье (1940, конкурс)
- Дом жилой на Большой Калужской ул., д. 22 (1939—1940)
- Памятник защитникам Москвы в Александровском саду (1942—1943)
- Станция метрополитена «Калужская» 4-й очереди (1945; конкурс)
- Адмиралтейство — Наркомвоенмор — Министерство Военно-морского флота СССР (1945, конкурс)
- Театр имени Моссовета и планировка Пушкинской пл. (1945)

## Другие города. Проекты и постройки
- Госбанк в Новосибирске (1925; соавтор Швидковский А. В.)
- Государственный Белорусский университет в Минске (1926; соавторы: Буров А. К., Парусников М. П.)
- Госбанк в Иванове (1927; соавторы: Парусников М. П., Соболев И. Н.)
- Госбанк в Минске (1927; соавтор Парусников М. П.)
- Бумажная фабрика в Балахне (1927, соавтор Швидковский А. В.)
- Банк в Ярославле (1928; соавтор Князев)
- Киев ГРЭС (1929; соавтор Парусников М. П.)
- Машиностроительный завод в Ярославле (1929)
- Соцгородок Автостроя в Горьком (1929—1930; соавторы: Парусников М. П., Соболев И. Н.)
- Дом отдыха под Нальчиком (1933)
- Дом культуры в Нальчике (1933)
- Гостиница в Ярославле (1934)
- Клуб в Кронштадте (1934)
- Мебельный техникум в г. Семёнове Горьковской обл. (1936, соавтор Степанова А. Ф.)
- Центральная гостиница в Киеве (1938, конкурс)
- Панорама «Штурм Перекопа» (1940)
- Памятник защитникам Северного Кавказа (1942—1943)
- Памятник защитникам Сталинграда (1942—1943)
- Памятник защитникам Ленинграда (1942—1943)
- Театр в Чимкенте (1943, реконструкция)
- Сталинград — планировка центра города (1943; конкурс)
- Крещатик в Киеве (1944; конкурс);
- Смоленск — проект восстановления и реконструкции центра города (1944—1946)
- Здания облсовета и горсовета во Владимире (1945—1946)
- Дом Советов в Сталинграде (1946, конкурс)